# Thunder and Lightning
Thunder and Lightning je dvanácté a zároveň poslední studiové album irské hard rockové skupiny Thin Lizzy, vydané v roce 1983. Jedná se o jediné studiové album, na kterém hraje kytarista John Sykes.

## Seznam skladeb
| Pořadí | Název                            | Autor                   | Délka |
| ------ | -------------------------------- | ----------------------- | ----- |
| 1.     | Thunder and Lightning            | Lynott, Downey          | 4:56  |
| 2.     | This Is the One                  | Lynott, Wharton         | 4:04  |
| 3.     | The Sun Goes Down                | Lynott, Wharton         | 6:20  |
| 4.     | The Holy War                     | Lynott                  | 5:12  |
| 5.     | Cold Sweat                       | Lynott, Sykes           | 3:06  |
| 6.     | Someday She Is Going to Hit Back | Lynott, Downey, Wharton | 4:05  |
| 7.     | Baby Please Don’t Go             | Lynott                  | 5:10  |
| 8.     | Bad Habits                       | Lynott, Gorham          | 4:04  |
| 9.     | Heart Attack                     | Lynott, Gorham, Wharton |       |

## Sestava
- Phil Lynott - baskytara, zpěv
- Scott Gorham - kytara, doprovodný zpěv
- John Sykes - kytara, doprovodný zpěv
- Darren Wharton - klávesy, doprovodný zpěv
- Brian Downey - bicí, perkuse